# Toltekowie

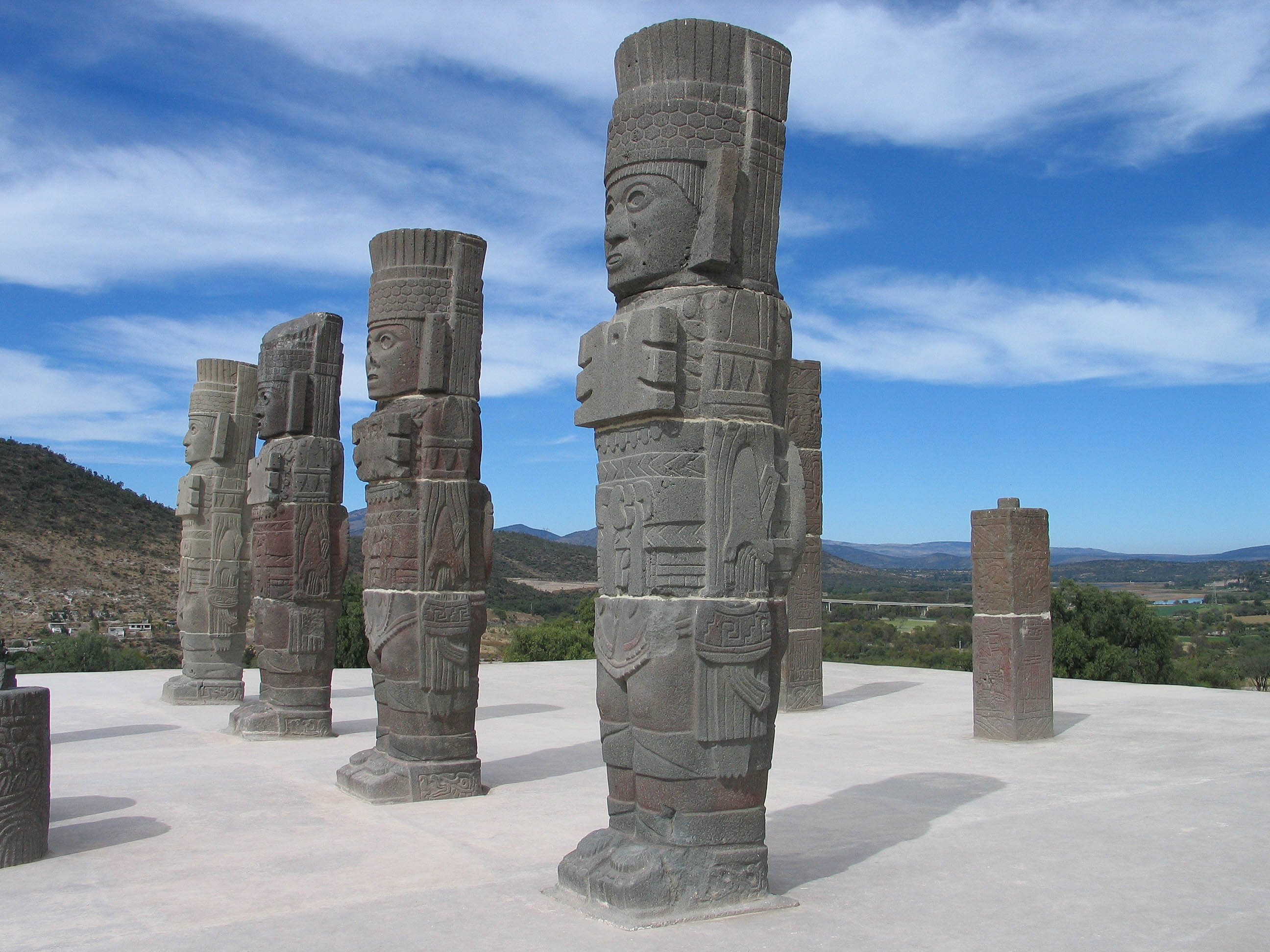
Posągi atlantów, dawniej podtrzymujących dach świątyni w Tuli

Toltekowie – nazwa nadawana przez naukowców mało znanej prekolumbijskiej kulturze ze środkowego Meksyku, wiązanej zwykle z miastem Tula z X w., albo – zwłaszcza w ostatnich dekadach – mitycznym po części przodkom Azteków i Majów z całego szeregu rozwiniętych cywilizacyjnie społeczności ich poprzedników. 
Traktowani jako odrębna grupa etniczna środkowoamerykańskich Indian, Toltekowie pojawili się w środkowym Meksyku ok. VI w. n.e. Ich stolicą było miasto Tula (Tollan), położone ok. 80 km na północ od obecnego miasta Meksyk (w stanie Hidalgo). Podobnie jak w Teotihuacan, w Tuli istnieją kamienne piramidy schodkowe, zwieńczone świątyniami, w których znajdują się ołtarze, służące do składania ofiar z ludzi, co było elementem prekolumbijskich obrzędów religijnych Tolteków. W X w. część Tolteków opuściła Tulę – prawdopodobnie na skutek konfliktów wewnętrznych.
Państwo Tolteków przetrwało niespełna 500 lat do czasu najazdu Cziczimeków, z zachodu i północy kontynentu w XII w. Porzuciwszy Tulę, Toltekowie powędrowali na południe, podbijając m.in. Cholulę. Część z nich dotarła na Jukatan, odciskając swoje piętno na kulturze Majów-Jukateków, niektórzy zaś dotarli aż do Gwatemali, Nikaragui i Salwadoru, gdzie po dziś dzień żyją posługujący się językiem nahuatl Pipilowie, uchodzący za ich potomków.
W ostatnich dziesięcioleciach coraz większym uznaniem środowisk naukowych cieszy się teoria, która nie wiąże nazwy Toltekowie z żadną konkretną grupą etniczną, ani okresem historycznym. Zgodnie z tą koncepcją, opisywani w azteckich przekazach Toltekowie traktowani są bardziej jako konstrukcja filozoficzna i jako mityczna – przynajmniej po części – grupa różnych antycznych społeczności i kultur. Miały one poprzedzać cywilizację Azteków, charakteryzować się wysokim na owe czasy poziomem rozwoju (kultury, cywilizacji i urbanizacji) i być przeciwstawiane "dzikim" zdecentralizowanym ludom wędrownym regionu.
Zgodnie z tą interpretacją każdy ośrodek miejski ówczesnej Mezoameryki mógł być określany Tollan, a jego mieszkańcy – zwani Toltekami. Władcy tak różnych cywilizacji, jak Aztekowie, Majowie Quiché i Majowie Itza wywodzili swe pochodzenie od takich mitycznych tolteckich władców-bogów, jak Quetzalcoatl czy Kukulkan.